# 小倉義光
小倉 義光（おぐら よしみつ、1922年5月11日 - 2022年5月29日）は、日本の気象学者、イリノイ大学名誉教授。

## 略歴
神奈川県出身。東京大学理学部卒。1953年、「大気乱流の研究」で、東京大学より理学博士の学位の取得。1964年東京大学海洋研究所教授となり、1965年所長。1971年米国・イリノイ大学教授、同気象研究所所長、名誉教授。大気の乱流の研究で知られる。1954年日本気象学会賞、1980年藤原賞受賞。

## 著書
- 『熱 目黒学習書 物理之部』目黒書店 1948
- 『気象学講座 第14巻 大気乱流論』地人書館 1955
- 『子供の気象学』誠文堂新光社 ぼくらの科学文庫 1955
- 『大気の科学 新しい気象の考え方』日本放送出版協会 NHKブックス 1968
- 『気象力学通論』東京大学出版会 1978
- 『一般気象学』東京大学出版会 1984
- 『お天気の科学 気象災害から身を守るために』森北出版 1994
- 『メソ気象の基礎理論』東京大学出版会 1997
- 『総観気象学入門』東京大学出版会 2000
- 『日本の天気 その多様性とメカニズム』東京大学出版会 2015

### 共編著
- 『気象の話』正野重方共著 誠文堂新光社 子供の科学文庫 1948
- 『簡約地学』朝倉隆太郎共著 昇龍堂書店 1951
- 『四季の気象』正野重方共著 筑摩書房 中学生全集 1951
- 『物理の傾向と対策 昭和30年版』竹内均共著 旺文社 大学入試対策シリーズ 1954
- 『研修地学』菅野三郎共著 昇龍堂出版 1965
- 『海洋学講座 3 海洋気象』浅井冨雄共編 東京大学出版会 1975

## 論文
- 小倉義光